# Чиреша
Чиреша (рум. Cireșa) — село у повіті Караш-Северін в Румунії. Адміністративно підпорядковане місту Оцелу-Рошу.
Село розташоване на відстані 315 км на північний захід від Бухареста, 46 км на північний схід від Решиці, 93 км на схід від Тімішоари.

## Населення
За даними перепису населення 2002 року у селі проживали 775 осіб.
Національний склад населення села:
| Національність | Кількість осіб | Відсоток |
| -------------- | -------------- | -------- |
| румуни         | 720            | 92,9%    |
| цигани         | 43             | 5,5%     |
| угорці         | 6              | 0,8%     |
| німці          | 6              | 0,8%     |

Рідною мовою назвали:
| Мова      | Кількість осіб | Відсоток |
| --------- | -------------- | -------- |
| румунська | 766            | 98,8%    |
| німецька  | 5              | 0,6%     |